# Râul Techera
Râul Techera este un curs de apă, afluent al râului Olt. 